# Estrucioniformes
Els estrucioniformes (Struthioniformes) són un ordre de grans ocells incapaços de volar que tenen els seus orígens a Gondwana i la majoria dels quals estan actualment extints. A diferència d'altres aus no voladores, els estrucioniformes no tenen quilla a l'estèrnum i per tant, com que no tenen un ancoratge fort pels músculs de les ales, no podrien volar encara que desenvolupessin ales adequades.
Segons la classificació de referència (versió 12.1) del Congrés Ornitològic Internacional (COI) els estrucioniformes inclouen a una única família estruciònids amb un únic gènere viu: Struthio